# Matelea carmenaemiliae
Matelea carmenaemiliae är en oleanderväxtart som beskrevs av G. Morillo. Matelea carmenaemiliae ingår i släktet Matelea och familjen oleanderväxter. Inga underarter finns listade i Catalogue of Life.